# Terremoto delle Isole Rat del 1965
Il terremoto delle Isole Rat del 1965 fu un evento sismico di magnitudo 8,7 che colpì le isole Rat, facenti parte dello stato statunitense dell'Alaska il 4 febbraio 1965 alle 05:01 UTC+0 (localmente erano le 19:01 del 3 febbraio). Il sisma, che non causò morti, innescò un maremoto con onde alte fino a 10,7 m sull'isola di Shemya, che provocò leggeri danni.

## Il sisma e il maremoto

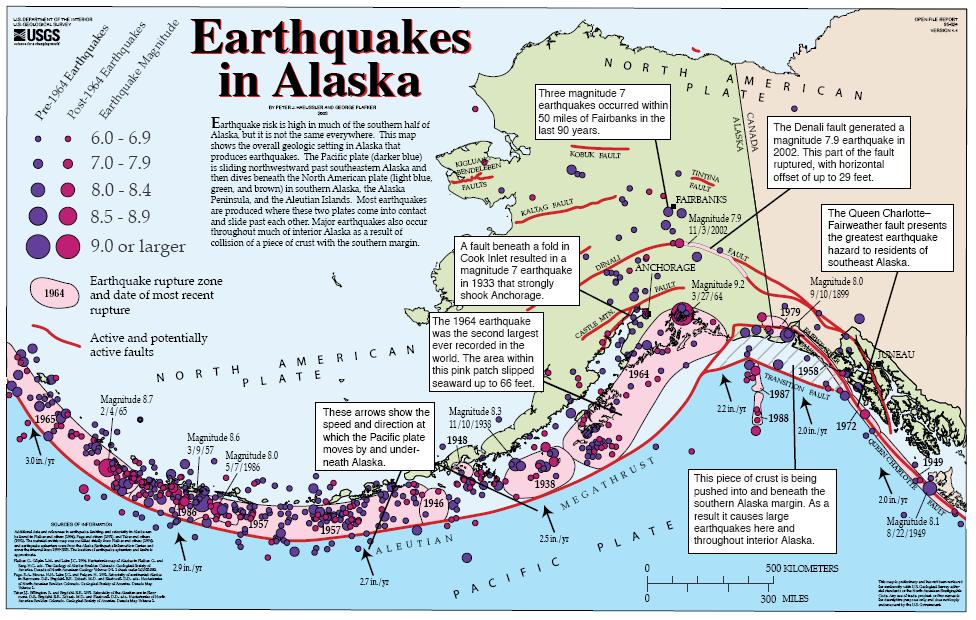
Mappa mostrante la tettonica e la sismicità dell'Alaska.

Le Isole Rat sono un gruppo di isole di origine vulcanica appartenenti all'arcipelago delle Aleutine, nate dalla subduzione della placca pacifica sotto quella nordamericana. Lungo tutto l'arco delle Aleutine, che si estende per circa 3000 km, c'è sempre stata attività vulcanica e ci sono stati molti megasismi.
Il sisma, che si verificò il 4 febbraio 1965 alle 05:01 UTC+0, quando sulle isole Rat erano le 19:01 del 3 febbraio, venne causato da una rottura lungo 600 km della faglia tra le due placche. L'epicentro del terremoto è stato localizzato poco a sud delle isole Rat, mentre l'ipocentro è stato localizzato a una profondità di circa 30,3 km. Lo schema del rilascio di energia ha suggerito la presenza di tre asperità lungo la faglia, ciascuna causando un impulso di rilascio del momento.
Il sisma causò un maremoto con onde alte fino a 10,7 m, osservate sull'isola di Shemya, situate nell'estremità occidentale delle isole Aleutine. Un'onda di maremoto, alta 1,98 m raggiunse l'isola di Amchitka, causando danni per circa 10 mila dollari. Onde di poco superiori al metro raggiunsero l'isola di Attu, sempre nell'arcipelago delle Aleutine, e anche l'isola di Kauai, nell'arcipelago delle Hawaii, senza provocare danni di rilievo. Le onde di maremoto raggiunsero anche Perù, Ecuador, Messico, California, Giappone e l'estremo orientale della Russia. Anche lo studio dello sviluppo del maremoto ha suggerito l'ipotesi che il terremoto si sia composto di tre sotto-eventi.
Il sisma venne seguito da una nuova forte scossa di magnitudo 7.6 circa due mesi dopo, il 30 marzo 1965, che a sua volta causò un piccolo maremoto.